# 제14회 부산독립영화제
제14회 부산독립영화제는 2012년 11월 21일에 열린 시상식이다.

## 수상 및 후보

### 기술창의상
- 상 - 오민욱 수상

### 내 마음의 영화상
- 경계인 - 손일성 수상

### 우수상
- 동행 - 강민지 수상
- 탁구공 - 이정화 수상

### 편집부문-특별언급
- 평행선 - 최윤수 수상

### 미술부문-특별언급
- 다이빙 - 민주홍 수상

### 남우연기상
- 경계인 - 김록경 수상
- 흐르는 비처럼 - 김록경 수상

### 여우연기상
- 꽃잠 - 이효은 수상

### 특별언급
- 엄마 - 안명환 수상

### 메이드 인 부산
- 울타리 달팽이 딸기 우유 - 김보영
- 할매 - 박기남
- 회색빛 - 오준영
- 흐르는 비처럼 - 함동훈
- 경계인 - 손일성
- 안티 롯데 - 김병곤
- 탁구공 - 이정화
- 평행선 - 최윤수
- 낚시하기 좋은 날 - 윤억근
- 동행 - 강민지
- 별 볼일없는놈 - 이준상
- 봄 - 조규일
- 엄마 - 안명환
- 다이빙 - 민주홍
- 엄마, 꽃 - 이유진
- 청춘화 - 정엄지
- 헬로우 철수 - 박우람
- 금숙씨의 명절은... 지옥이다! - 정승천
- 꽃잠 - 박해정
- 이상한 계절 - 문종원
- 특별수업 - 이현석
- 고등어 따라갑니다 - 김민지
- 너와나 그리고 - 김기한
- 상 - 오민욱
- 숨비소리 메아리 - 배병건
- 계단 - 손승웅

### 딥포커스
- 위상동형에 관한 연구 - 김동명
- 전병 파는 여인 - 김동명
- 차원의 정의 - 김동명
- 토크빌 - 김동명
- 피로 - 김동명

### Another Choice
- 그 자퇴하는 학생은 어디로 가면 됩니까! - 한동혁
- 이른저녁식사 - 박혜영
- 정통중화요리 - 임영수

### 부산청소년영화
- Choice - 권한솔
- 넋두리&Holic - 김동현
- 반장의 목적 - 민세진
- 아빠! 힘내세요! - 민세진
- 실종 - 박창헌
- 나는 없었다. - 강소영
- 무언의 스피드게임 - 전지우 외 영화반
- 보통아이 - 장승연 외 영화반
- 신기루 - 노은지
- 편지 - 손수민 외 1명
- 하나뿐인 선물 - 김광호 외 1명
- 독도사나이 안용복 - 이영주
- 반송반의 전설 - 이경민
- 멍야옹 이야기 - 최승서
- 뮤직 드라마 드림하이 - 황세호 외 1명

### 부산독립장편영화
- 개똥이 - 김병준
- 그놈 둘과 그녀 하나 - 김대황
- 왓빠이야기 - 심민경
- 버스를 타라 - 김정근
- 학교너머 - 김한국

### 한일 다큐멘터리 교류전
- 할매 - 김지곤
- Jam Docu 강정 - 경순 외 2명
- 호우리노 시마 - 하나부사 아야

### 특별초청작
- 두 얼굴 - 고유미
- 불편한 손님 - 배병건
- 이름없는 집 - 박아름
- 혼자 있다 - 유정현
- 서울펄프픽션 - 최수지
- 인터뷰 - 김현원
- 일상다반사 - 권오민
- 퍼펙트 - 홍석현
- 겨울잠 - 이진우
- 그 여자 - 조미혜
- 복날 - 이은상
- 선화사 - 이수유
- 777호를 타고 - 이노우에 히로키
- 프럼 더 다크니스 - 하타이 유스케
- 슈가 베이비 - 구마모토 히로키
- 사쿠라모토의 빗자루 공방 - 츠게하타 아야
- 영리한 개는 짖지 않고 웃는다 - 와타나베 료헤이